# Dali (Yunnan)
Dali is een stad en autonome prefectuur in het noordwesten van de zuidwestelijke Chinese provincie Yunnan. De stad is gelegen op de weg van Kunming, die loopt naar de grens van Myanmar. Dali telt 3,3 miljoen inwoners, waarvan 135.000 in de centrale stad. Het is de zesde stad van de provincie en ligt in een zeer bergachtige omgeving.
Het wordt hoofdzakelijk bewoond door een minderheidsgroep, de Bai, die in hun klederdrachten de straten bevolken. Dali is gebouwd in rechte straten; alles staat haaks op elkaar. In de omgeving ligt op een hoogte van ongeveer 2500 meter een Taoïsten tempelcomplex. Dit complex is ongeveer 300 jaar oud en geeft van hieruit een goed uitzicht over Dali en omgeving. Het Erhai meer ligt nabij Dali.

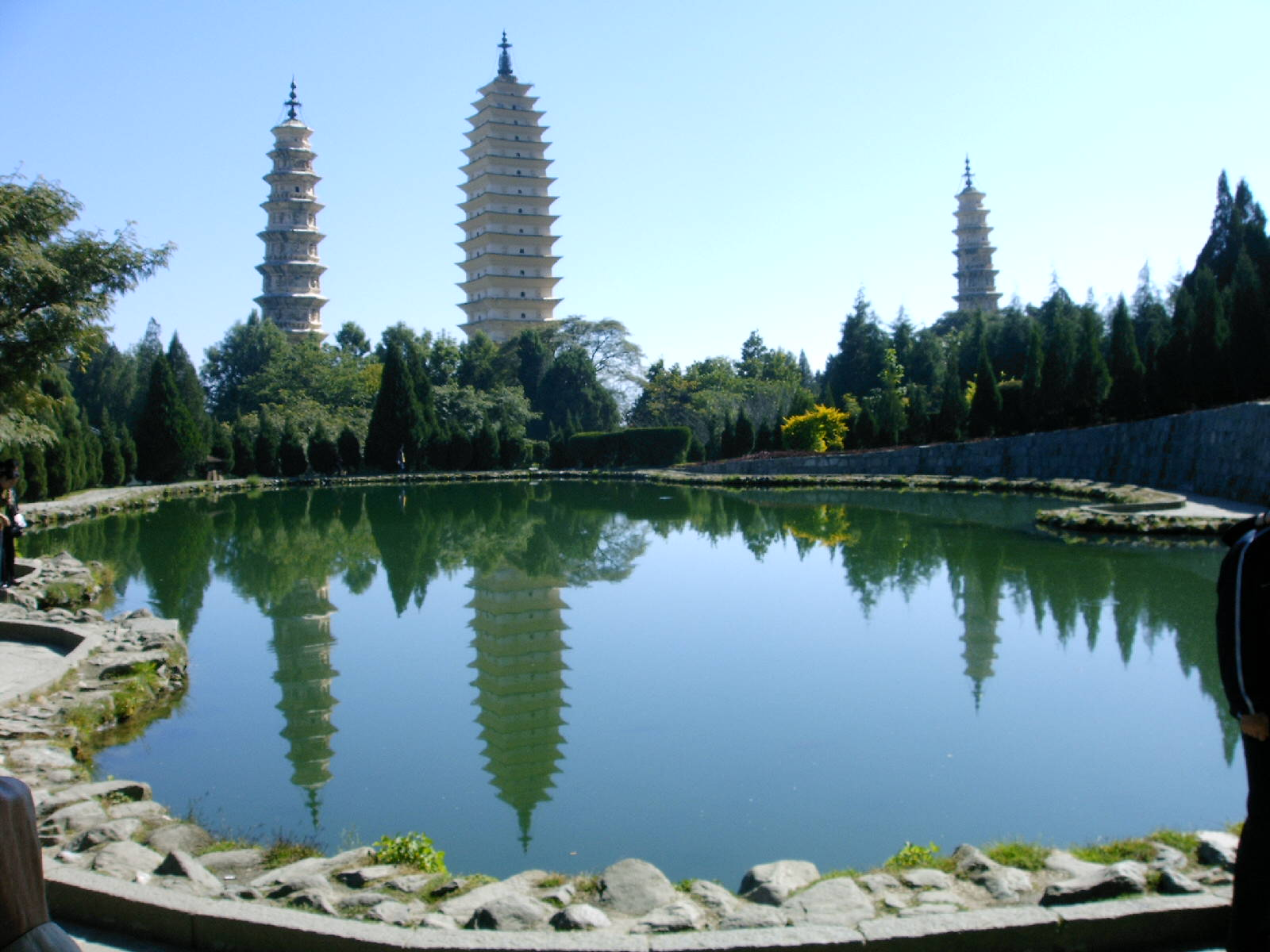
Pagoden in de stad Dali

Hier volgt een lijst met het aantal van de Officiële etnische groepen van de Volksrepubliek China in deze autonome prefectuur:
| Nationaliteit | Aantal    | Percentage |
| ------------- | --------- | ---------- |
| Han-Chinezen  | 1.659.730 | 50,35%     |
| Bai           | 1.081.167 | 32,8%      |
| Yi            | 426.634   | 12,94%     |
| Hui           | 66.085    | 2,0%       |
| Lisu          | 31.972    | 0,97%      |
| Miao          | 10.967    | 0,33%      |
| Naxi          | 4.302     | 0,13%      |
| Achang        | 3.330     | 0,1%       |
| Overige       | 12.365    | 0,38%      |

## Geboren
- Bai Faquan (1986), triatleet
- Chen Ding (1992), snelwandelaar en olympisch kampioen